# Campeonato Femenino de Fútbol de Asia Oriental de 2022
El Campeonato Femenino de Fútbol de Asia Oriental de 2022 fue la octava edición del torneo de la Federación de Fútbol de Asia Oriental para selecciones femeninas de fútbol de categoría absoluta. El certamen se disputó por tercera vez en Japón. El seleccionado japonés logró defender su título y se consagró campeón del torneo por cuarta vez.

## Sedes
El torneo se iba a disputar originalmente en 2021 en China, pero las restricciones locales por la pandemia de COVID-19, hicieron que la Federación de Fútbol de Asia Oriental le otorgara la sede a Japón.
| Kashima            | Toyota         |
| ------------------ | -------------- |
| Estadio de Kashima | Estadio Toyota |
| Aforo: 37 496      | Aforo: 45 000  |
|                    |                |

## Selecciones participantes
| Selecciones participantes | Selecciones participantes | Selecciones participantes | Selecciones participantes |
| ------------------------- | ------------------------- | ------------------------- | ------------------------- |
| Corea del Sur             | China                     | China Taipéi              | Japón                     |

## Resultados
- Los horarios son correspondientes al huso horario de Japón (UTC+9).

| Equipo        | Pts | PJ | PG | PE | PP | GF | GC | Dif |
| ------------- | --- | -- | -- | -- | -- | -- | -- | --- |
| Japón         | 7   | 3  | 2  | 1  | 0  | 6  | 2  | 4   |
| China         | 5   | 3  | 1  | 2  | 0  | 3  | 1  | 2   |
| Corea del Sur | 4   | 3  | 1  | 1  | 1  | 6  | 3  | 3   |
| China Taipéi  | 0   | 3  | 0  | 0  | 3  | 1  | 10 | -9  |

| 19 de julio de 2022 | Japón                     | 2:1 (1:0) | Corea del Sur | Estadio de Kashima, Kashima                                |                                                            |
| 16:00               | Miyazawa 33' · Nagano 65' | Reporte   | Ji So-yun 59' | Asistencia: 2.200 espectadores Árbitro(s): Pansa Chaisanit | Asistencia: 2.200 espectadores Árbitro(s): Pansa Chaisanit |

| 20 de julio de 2022 | China                     | 2:0 (2:0) | China Taipéi | Estadio Toyota, Toyota                                    |                                                           |
| 15:30               | Zhang 12' · Su 22' (a.g.) | Reporte   |              | Asistencia: 100 espectadores Árbitro(s): Edita Mirabidova | Asistencia: 100 espectadores Árbitro(s): Edita Mirabidova |

| 23 de julio de 2022 | Japón                                                            | 4:1 (2:0) | China Taipéi  | Estadio de Kashima, Kashima                                     |                                                                 |
| 15:30               | Chiba 14' · Ueno 45+2' · Chang Su-hsin 57' (a.g.) · Sugasawa 72' | Reporte   | Su Sin-yun 8' | Asistencia: 1.051 espectadores Árbitro(s): Veronika Bernatskaia | Asistencia: 1.051 espectadores Árbitro(s): Veronika Bernatskaia |

| 23 de julio de 2022 | China           | 1:1 (0:1) | Corea del Sur  | Estadio de Kashima, Kashima                            |                                                        |
| 19:00               | Wang Linlin 73' | Reporte   | Choe Yu-ri 34' | Asistencia: 352 espectadores Árbitro(s): Kate Jacewicz | Asistencia: 352 espectadores Árbitro(s): Kate Jacewicz |

| 26 de julio de 2022 | Corea del Sur                                                                    | 4:0 (3:0) | China Taipéi | Estadio de Kashima, Kashima                              |                                                          |
| 16:00               | Chang Chi-lan 35' (a.g.) · Kang Chae-rim 38' · Lee Min-a 40' · Ko Min-jung 90+1' | Reporte   |              | Asistencia: 347 espectadores Árbitro(s): Aye Thein Thein | Asistencia: 347 espectadores Árbitro(s): Aye Thein Thein |

| 26 de julio de 2022 | Japón | 0:0     | China | Estadio de Kashima, Kashima                              |                                                          |
| 19:20               |       | Reporte |       | Asistencia: 901 espectadores Árbitro(s): Pansa Chaisanit | Asistencia: 901 espectadores Árbitro(s): Pansa Chaisanit |

|                          |
| Bandera de Japón         |
| Campeón Japón 4.º título |